# Красногорський район (Алтайський край)
Красного́рський район (рос. Красногорский район) — район у складі Алтайського краю Російської Федерації.
Адміністративний центр — село Красногорське.

## Історія
1924 року утворено Старобардинський район. 1931 року був ліквідований Сростинський район, частина території увійшла до складу Старобардинського району. 15 січня 1944 року 8 сільрад району увійшли до складу відновленого Сростинського району. 26 січня 1960 року Сростинський район був знову ліквідований, частина території відійшла до складу Старобардинського району. Того ж року район був перейменований в сучасну назву.

## Населення
Населення — 15082 особи (2019; 16228 в 2010, 19036 у 2002).

## Адміністративний поділ
Район адміністративно поділяється на 8 сільських поселень (сільських рад):
| Поселення                     | Площа, км² | Населення, осіб (2002) | Населення, осіб (2010) | Населення, осіб (2019) | Центр         | Населені пункти |
| ----------------------------- | ---------- | ---------------------- | ---------------------- | ---------------------- | ------------- | --------------- |
| Березовська сільська рада     | 171,30     | 1497                   | 1227                   | 1232                   | Березовка     | 2               |
| Бистрянська сільська рада     | 211,70     | 2589                   | 2418                   | 2416                   | Бистрянка     | 4               |
| Красногорська сільська рада   | 925,71     | 7437                   | 6360                   | 5825                   | Красногорське | 9               |
| Новозиковська сільська рада   | 329,94     | 1143                   | 984                    | 932                    | Новозиково    | 3               |
| Новоталівська сільська рада   | 136,09     | 793                    | 633                    | 528                    | Талий         | 3               |
| Соусканіхинська сільська рада | 267,64     | 1399                   | 1092                   | 945                    | Соусканіха    | 3               |
| Усть-Ішинська сільська рада   | 299,82     | 2096                   | 1988                   | 1927                   | Усть-Іша      | 4               |
| Усть-Кажинська сільська рада  | 731,22     | 2082                   | 1526                   | 1277                   | Усть-Кажа     | 7               |

2004 року ліквідована Калташинська сільська рада, територія увійшла до складу Красногорської сільради.

## Найбільші населені пункти
Нижче подано список населених пунктів з чисельністю населенням понад 1000 осіб:
| № | Населений пункт | Населення, осіб (2002) | Населення, осіб (2010) |
| - | --------------- | ---------------------- | ---------------------- |
| 1 | Красногорське   | 6756                   | 5993                   |
| 2 | Бистрянка       | 1861                   | 1790                   |
| 3 | Усть-Іша        | 1407                   | 1390                   |
| 4 | Березовка       | 1360                   | 1187                   |